# ОШ „Свети Сава” Сушица
Основна школа „Свети Сава” је образовна установа која обавља делатност основног образовања и васпитања у систему Републике Србије. Седиште школе налази се у Сушици, општини Приштини на Косову и Метохији.

## Историја
Прва школа у Сушици саграђена је 1939. године и радила је као истурено одељење матичне Основне школе „Краљ Милутин” у Грачаници, све док није саграђена зграда нове школе која ради као самостална школа.
Основна школа „Свети Сава” је саграђена 1998. године и исте године је почела са радом. Свечано отварање школе било је 28. августа 1998. године и тако је школска година 1998/99. почела на време 1. септембра. Матична школа има једно издвојено одељење у Сливову. Изградњу школе помогао је Завод за уџбенике и наставна средства из Београда. Они су помогли у опремању школе са основним средствима и пратећим инвентаром.
Школа се налази између два села, Сушице и Новог Бадовца, на територији општине Приштине и на 3 km удаљености од Грачанице.
Школа располаже прописаним школским простором, опремом и потребним наставним средствима. Своју делатност обавља у две смене са 9 одељења и 46 радника, од чега је 20 наставно особље, 4 административно и 12 помоћно особље.
Након рата на Косову и Метохији, Електротехничка школа "Михајло Пупин" (некадашње име школе је било "Миладин Поповић") која се налазила у Приштини, привремено је преместила своје седиште из града и сместила се у згради Основне школе „Свети Сава” у Сушици.